# Perico (Cuba)
Perico es uno de los municipios que conforman la Provincia de Matanzas, en Cuba. 
Posee una extensión territorial de 278 km² y una población estimada al 2017 de 30 774 habitantes, lo que representa una densidad de 110,5 hab/km². El municipio se encuentra a una altitud media de 35 m s. n. m..
La fecha de fundación se estima entre 1845 y 1850, y se relaciona con el creciente desarrollo de la explotación azucarera. El nombre del municipio deriva del de un español que había instalado un comercio de bienes generales a fin de abastecer a los primeros pobladores.
El municipio se extiende sobre la llanura Roja Habana-Matanzas, considerada una de las regiones a nivel mundial más aptas para el desarrollo de la caña de azúcar, debido entre otros factores a la calidad de sus suelos.  Limita al noreste con el municipio de Martí, al noroeste con el municipio de Cárdenas, al oeste con el municipio de Jovellanos al suroeste con el municipio de Jagüey Grande y al sureste con el municipio de Colón, todos ellos de la provincia de Matanzas.
No existen cursos de agua permanentes, solo una laguna estacional que adquiere cierto volumen durante la temporada de lluvias, coincidente con la temporada estival.
El clima del municipio es cálido y húmedo, con inviernos suaves y veranos calurosos. Las temperaturas extremas rondan la mínima de 13 °C en invierno y 34 °C en verano.
La actividad económica principal se relaciona con la producción agropecuaria, fundamentalmente cultivo de papa, caña de azúcar y cría de cerdos. La Empresa Agropecuaria Máximo Gómez Báez centraliza e integra la casi totalidad de la producción.
El municipio dispone de servicios de salud de baja y media complejidad y educativos destinados a niños y jóvenes desde la primera infancia hasta el nivel preuniversitario, además de brindar servicios en el segmento técnico profesional y de oficios.

Nacieron en el municipio algunas figuras importantes para la cultura cubana, como la escritora Dora Alonso y el escultor Agustín Cárdenas, entre otros.